# Apcar Baltazar

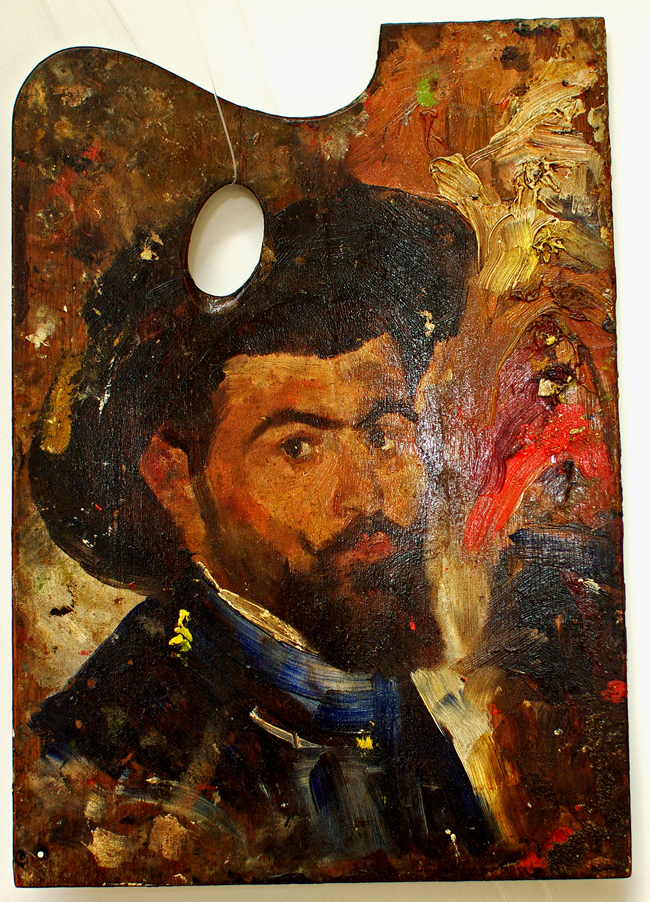
Autorretrato

Apcar Baltazar o Abgar Baltazar(Bucarest, 26 de febrero de 1880- Bucarest, 26 de septiembre de 1909) era un pintor rumano de ascendencia armenia.
Se licenció en 1901 en la Universidad Nacional de las Artes de Bucarest. Hizo exposiciones con "Tinerimea artistică" (1903) o en el Ateneo Rumano (1907).
Fue además crítico artístico para Convorbiri literare.

## Galería

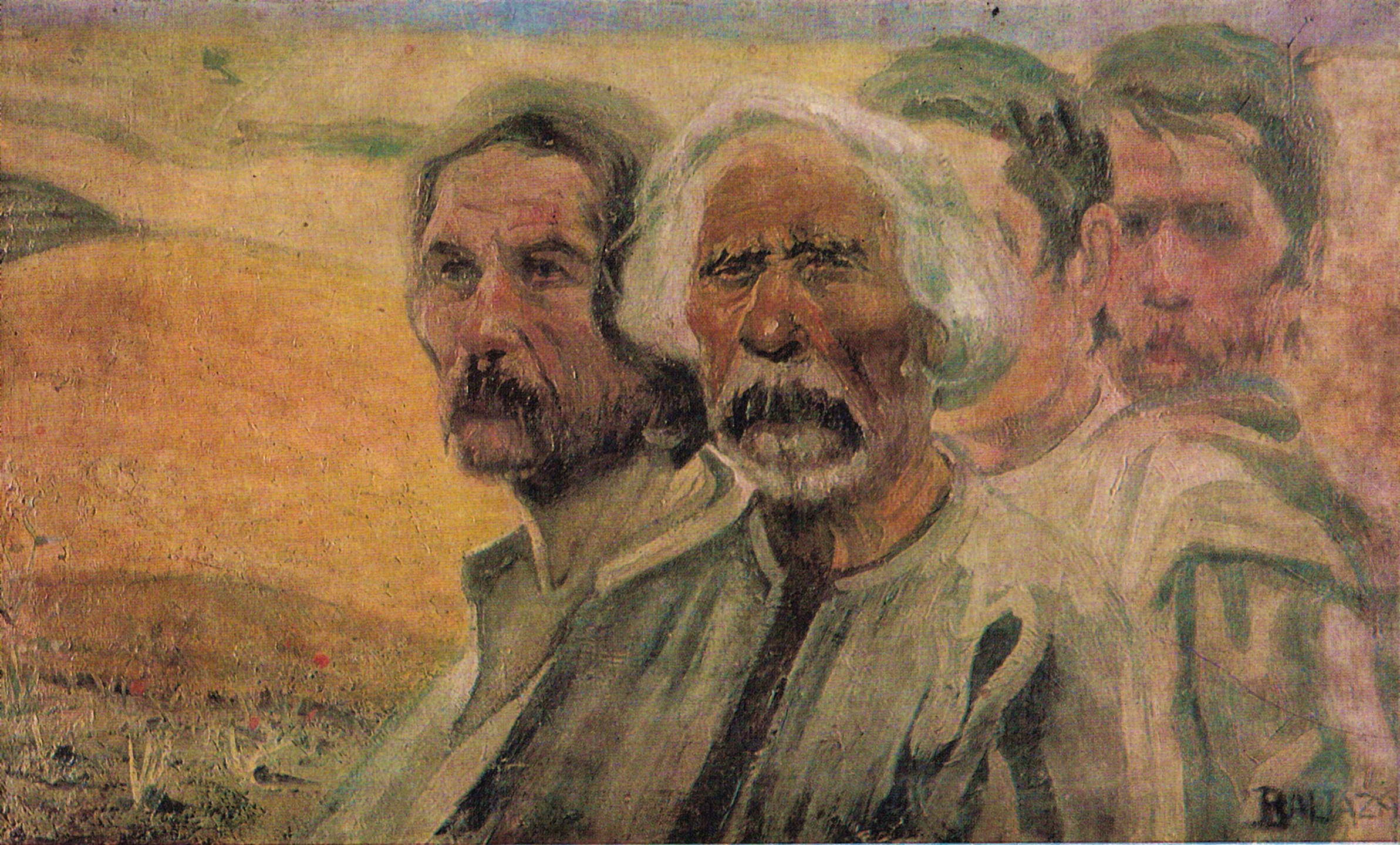
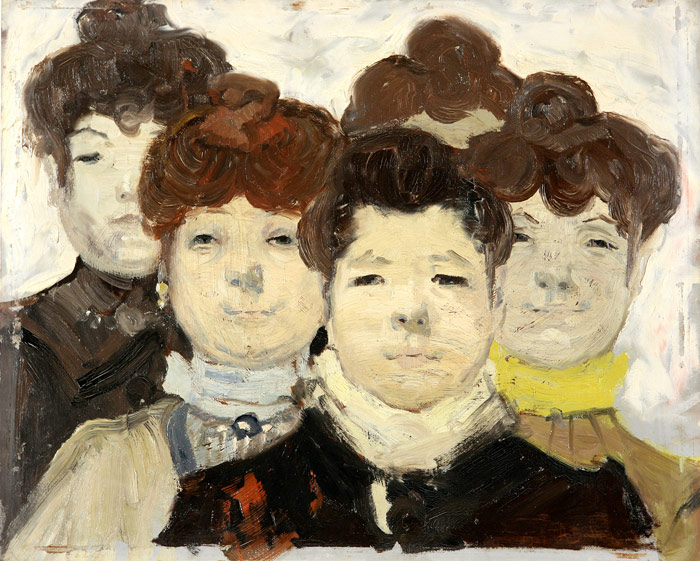
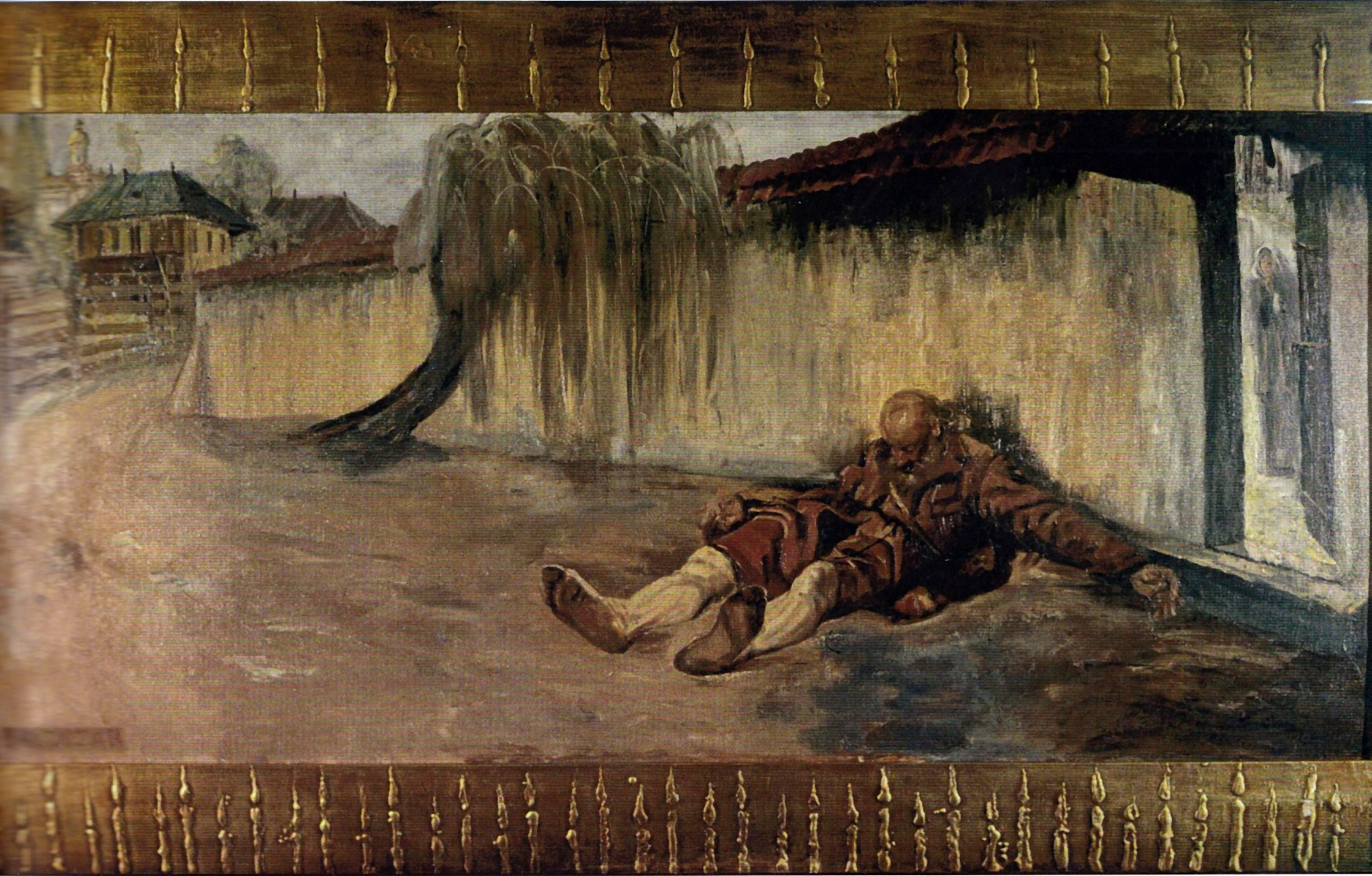